# SORASHIGE BOOK
《SORASHIGE BOOK》(소라시게 북)은 FM 요코하마에서 일요일 23:00 ~ 23:30에 방송되고 있는 라디오 프로그램이다. 2011년 7월 3일 방송 개시. DJ는, NEWS의 카토 시게아키이다.

## 개요
- 카토가 자신의 취미나 프라이빗의 사건, 좋아하는 음악·영화, 일의 뒷얘기 등을 말한다.
- 프로그램에서는 NEWS의 곡을 2곡, 코너에서 카토가 좋아하는 곡을 방송한다.
- 프로그램 이름의 유래는 카토의 애칭 〈시게〉와 음계 〈도레미파소라시도(도레미파솔라시도)〉로, 〈도레미파소라시게〉였지만, 길고 문자 모양이 예쁘지 않은 것으로, 간단히 하여 〈소라시게〉로 되었다. 그러나, 그것만으로는 짧으므로, 뭔가 덧붙이자고 검토한 결과, 책을 읽는 것처럼 듣고, 읽고 이해하는 것처럼 이야기해가고 싶다는 이유로, 〈BOOK〉을 붙여, 〈SORASHIGE BOOK〉이 되었다.(제1회 방송으로부터)
- 프로그램명의 약칭은, 〈시게부〉로 결정. 카토가 부장, 리스너가 부원이 된다.(제7회 방송으로부터)

## 코너
카토 시게아키 이번 주의 음악부(구·이번 주의 1곡)
카토가 자신이 듣고 좋다고 생각한 곡에 대해 뜨겁게 이야기해, 그 곡을 틀어주는 코너. 서양 음악·일본 음악 여러 가지.

시게의 부활동(구·시게의 어찌 되어도 상관없는 이야기)
리스너의 메일도 섞어, 자신의 근황을 이야기하는 코너. 대개, 카토의 이야기가 탈선하면서 길어지기 때문에 과거에는 2·3장밖에 읽지 못하였지만, 최근에는 본인의 노력으로 많이 읽을 수 있게 되었다. 다른 곳에서는 들을 수 없는 카토의 마니악한 이야기가 가득하다.

### 생물부
스튜디오에서 식물을 길러, 그것에 관해 리스너로부터의 재배 방법 어드바이스 등을 소개한다. 식물 부장의 모습은 블로그에 게재. 첫회는 바질을 재배 중. 이름은 〈소라 쿤〉.

### 사교부
낯가림이 심한 카토를 위해 리스너로부터 전해진 낯가림 극복 방법 등을 소개한다. 매번, 카토는 전해진 의견에 주로 뭔가 이유를 대고 반항. 모처럼의 의견도, 본인은 그다지 순순히 받아들이지 않는 일이 많아지고 있다.

### 오와라이부
카토가 정하는 테마에 대해 리스너로부터의 오오기리를 소개. 테마 설정 시기는 카토의 마음. 과거 테마는 〈이런 뱀파이어는 싫다!〉 〈○○, ○○ 그만둔대〉 등.

### 영화부
영화를 좋아해, 한 달에 10편 이상 영화를 본다고 하는 카토가 추천 영화를 소개. 리스너의 추천도 소개하는 때도 있다.

### 사진부
사진을 취미로 하고 있는 카토가 계절마다 테마를 정해, 리스너로부터 사진을 모집한다. 응모된 사진 중 좋은 작품 몇 개를 가작(佳作)으로 프로그램 블로그에 올려, 그중에서 카토와 스태프가 부장상으로 한두 작품을 정한다. (※코너는 아니다)